# Коливань (Кур'їнський район)
Колива́нь (рос. Колывань) — село у складі Кур'їнського району Алтайського краю, Росія. Адміністративний центр Коливанської сільської ради.

## Населення
Населення — 1235 осіб (2010; 1456 у 2002).
Національний склад (станом на 2002 рік):
- росіяни — 97 %